# Adasen jezik
Adasen jezik (addasen, addasen tinguian, itneg adasen; ISO 639-3: tiu), austronezijski jezik uže filipinske skupine kojim govori 4 000 ljudi (NTM) u provinciji Abra na filipinskom otoku Luzon. 
S jezikom Isnag isnag [isd] čini podskupinu isnag. Postoje zapadni i istočni dijalekt. U upotrebi je i ilocano [ilo]

## Vanjske poveznice
- Ethnologue (14th)
- Ethnologue (15th)